# Campeonato Paulista de Futebol Sub-17 de 2017
O Campeonato Paulista de Futebol Sub-17 de 2017 foi uma competição amadora organizada pela Federação Paulista de Futebol (FPF).
A Ponte Preta sagrou-se campeã do torneio ao derrotar o Palmeiras por 4–3 no agregado, com o resultado, a equipe de campinas conquistou o primeiro título da competição.

## Regulamento
O Campeonato Paulista Sub-17 foi disputado por 66 (sessenta e seis) clubes. Na primeira fase os clubes jogaram dentro dos respectivos grupos em turno e returno, classificando-se para a segunda fase os três melhores colocados em cada grupo e os 5 melhores quartos colocados. Na segunda fase os 32 (trinta e dois) clubes classificados se enfrentaram em turno e returno, divididos em 8 (oito) grupos com 4 (quatro) equipes cada, apenas o campeão e o vice avançaram para a próxima fase. A terceira fase contou com os 16 (dezesseis) clubes classificados da fase anterior, divididos em 4 (quatro) grupos de 4 (quatro) equipes cada, em turno e returno se classificando apenas o campeão e o vice de cada grupo. A partir da quarta fase, o torneio entrou no sistema eliminatório, os clubes disputaram confrontos de ida e volta e o time que tiver maior desempenho classificou-se para a fase seguinte. O mando de campo foi decido pela campanha das equipes em todas as fases, ou seja, computados os pontos desde a primeira fase.

### Critérios de desempate
Acontecendo igualdade no número de pontos entre dois ou mais clubes, aplicam-se sucessivamente, os seguintes critérios técnicos de desempate:
1. Maior número de vitórias;
2. Maior saldo de gols;
3. Maior número de gols marcados;
4. Menor número de cartões vermelhos recebidos;
5. Menor número de cartões amarelos recebidos;
6. Sorteio público na sede da FPF.

1º - Entende-se por melhor campanha, o maior número de pontos ganhos acumulados por determinado clube, seguindo, se necessário, a ordem de critérios de desempate, considerando-se todas as fases do torneio.

## Primeira fase
A primeira fase do torneio foi disputada pelos sessenta e seis clubes em turno e returno entre os dias 8 de abril a 8 de julho.

### Grupo 1
- 1. ^ O Grêmio Prudente perdeu 4 pontos por infringir o artigo 214.
- 2. ^ O Assisense perdeu 2 pontos por infringir o artigo 214.

### Grupo 2
- 1. ^ O Catanduvense perdeu 2 pontos por infringir o artigo 214.
- 2. ^ O Taquaritinga perdeu 7 pontos por infringir o artigo 214.

### Grupo 3
- 1. ^ O Francana perdeu 4 pontos por infringir o artigo 214.

### Índice técnico
| Pos. | Clube               | %    | J  | V | E | D | GP | GC | SG  | Pts |
| ---- | ------------------- | ---- | -- | - | - | - | -- | -- | --- | --- |
| 1    | Rio Branco-SP       | 61,9 | 14 | 7 | 5 | 2 | 27 | 19 | +8  | 26  |
| 2    | Primavera           | 59,5 | 14 | 7 | 4 | 3 | 31 | 23 | +8  | 25  |
| 3    | São José dos Campos | 57,1 | 14 | 8 | 0 | 6 | 39 | 27 | +12 | 24  |
| 4    | Mirassol            | 55,5 | 12 | 6 | 2 | 4 | 33 | 22 | +11 | 20  |
| 5    | Juventus-SP         | 54,7 | 14 | 7 | 2 | 5 | 32 | 24 | +8  | 23  |
| 6    | São Caetano         | 52,3 | 14 | 6 | 4 | 4 | 18 | 13 | +5  | 22  |
| 7    | Grêmio Prudente     | 50   | 12 | 6 | 4 | 2 | 23 | 16 | +7  | 18  |
| 8    | Brasilis            | 45,2 | 14 | 6 | 1 | 7 | 20 | 30 | -10 | 19  |
| 9    | Barretos            | 44,4 | 12 | 4 | 4 | 4 | 16 | 17 | -1  | 16  |

## Segunda fase

### Grupo 10
A segunda fase do torneio foi disputada pelos trinta e dois clubes classificados da fase anterior em turno e returno entre os dias 29 de julho a 2 de setembro.
| Pos | Equipes        | Pts | J | V | E | D | GP | GC | SG |
| --- | -------------- | --- | - | - | - | - | -- | -- | -- |
| 1º  | São Paulo      | 12  | 6 | 4 | 0 | 2 | 12 | 5  | +7 |
| 2º  | América-SP     | 11  | 6 | 3 | 2 | 1 | 12 | 8  | +4 |
| 3º  | Juventus-SP    | 6   | 6 | 2 | 0 | 4 | 7  | 13 | -6 |
| 4º  | José Bonifácio | 5   | 6 | 1 | 2 | 3 | 7  | 12 | -5 |

|                | JBO | SAO | AME | JUV |
| -------------- | --- | --- | --- | --- |
| José Bonifácio | —   | 1–0 | 2–2 | 0–1 |
| São Paulo      | 4–1 | —   | 2–1 | 5–1 |
| América-SP     | 2–2 | 1–0 | —   | 2–0 |
| Juventus       | 3–1 | 0–1 | 2–4 | —   |

### Grupo 11
| Pos | Equipes          | Pts | J | V | E | D | GP | GC | SG |
| --- | ---------------- | --- | - | - | - | - | -- | -- | -- |
| 1º  | Ferroviária      | 13  | 6 | 4 | 1 | 1 | 10 | 3  | +7 |
| 2º  | Mirassol         | 8   | 6 | 2 | 2 | 2 | 5  | 7  | -2 |
| 3º  | XV de Piracicaba | 5   | 6 | 1 | 2 | 3 | 3  | 7  | -4 |
| 4º  | Osasco FC        | 5   | 6 | 0 | 5 | 1 | 3  | 4  | -1 |

|                  | FER | XVP | OSA | MIR |
| ---------------- | --- | --- | --- | --- |
| Ferroviária      | —   | 0–1 | 1–1 | 3–0 |
| XV de Piracicaba | 0–3 | —   | 0–0 | 0–1 |
| Osasco           | 0–1 | 1–1 | —   | 0–0 |
| Mirassol         | 1–2 | 2–1 | 1–1 | —   |

### Grupo 12
| Pos | Equipes            | Pts | J | V | E | D | GP | GC | SG  |
| --- | ------------------ | --- | - | - | - | - | -- | -- | --- |
| 1º  | Ituano             | 18  | 6 | 6 | 0 | 0 | 13 | 3  | +10 |
| 2º  | Mauaense           | 10  | 6 | 3 | 1 | 2 | 11 | 9  | +2  |
| 3º  | XV de Jaú          | 4   | 6 | 1 | 1 | 4 | 6  | 12 | -6  |
| 4º  | Inter de Bebedouro | 2   | 6 | 0 | 2 | 4 | 4  | 10 | -6  |

|                    | INT | ITU | XVJ | MAU |
| ------------------ | --- | --- | --- | --- |
| Inter de Bebedouro | —   | 0–1 | 1–1 | 0–1 |
| Ituano             | 2–0 | —   | 4–2 | 3–0 |
| XV de Jaú          | 2–0 | 0–1 | —   | 1–4 |
| Grêmio Mauaense    | 3–3 | 1–2 | 2–0 | —   |

### Grupo 13
| Pos | Equipes             | Pts | J | V | E | D | GP | GC | SG |
| --- | ------------------- | --- | - | - | - | - | -- | -- | -- |
| 1º  | Inter de Limeira    | 10  | 6 | 3 | 1 | 2 | 9  | 7  | +2 |
| 2º  | São José dos Campos | 8   | 6 | 2 | 2 | 2 | 6  | 4  | +2 |
| 3º  | Guarani             | 8   | 6 | 2 | 2 | 2 | 5  | 6  | -1 |
| 4º  | Taubaté             | 6   | 6 | 1 | 3 | 2 | 3  | 6  | -3 |

|                     | INT | GUA | TAU | SJO |
| ------------------- | --- | --- | --- | --- |
| Inter de Limeira    | —   | 2–0 | 3–0 | 1–3 |
| Guarani             | 1–2 | —   | 1–0 | 1–0 |
| Taubaté             | 1–1 | 1–1 | —   | 0–0 |
| São José dos Campos | 2–0 | 1–1 | 0–1 | —   |

### Grupo 14
| Pos | Equipes     | Pts | J | V | E | D | GP | GC | SG |
| --- | ----------- | --- | - | - | - | - | -- | -- | -- |
| 1º  | Ponte Preta | 14  | 6 | 4 | 2 | 0 | 11 | 6  | +5 |
| 2º  | Diadema     | 8   | 6 | 2 | 2 | 2 | 9  | 7  | +2 |
| 3º  | Marília     | 7   | 6 | 2 | 1 | 3 | 8  | 10 | -2 |
| 4º  | Guarulhos   | 4   | 6 | 1 | 1 | 4 | 8  | 13 | -5 |

|             | PPT | DIA | MAR | GUA |
| ----------- | --- | --- | --- | --- |
| Ponte Preta | —   | 1–1 | 1–1 | 3–1 |
| Diadema     | 1–2 | —   | 0–1 | 0–0 |
| Marília     | 1–2 | 1–3 | —   | 2–1 |
| Guarulhos   | 1–2 | 2–4 | 3–2 | —   |

### Grupo 15
| Pos | Equipes           | Pts | J | V | E | D | GP | GC | SG  |
| --- | ----------------- | --- | - | - | - | - | -- | -- | --- |
| 1º  | Corinthians       | 16  | 6 | 5 | 1 | 0 | 17 | 2  | +15 |
| 2º  | Desportivo Brasil | 9   | 6 | 2 | 3 | 1 | 9  | 11 | -2  |
| 3º  | Amparo            | 6   | 6 | 1 | 3 | 2 | 5  | 8  | -3  |
| 4º  | Botafogo-SP       | 1   | 6 | 0 | 1 | 5 | 1  | 11 | -10 |

|                   | COR | BOT | AMP | DBR |
| ----------------- | --- | --- | --- | --- |
| Corinthians       | —   | 6–0 | 1–0 | 5–1 |
| Botafogo          | 0–1 | —   | 0–0 | 0–1 |
| Amparo            | 0–3 | 1–0 | —   | 3–3 |
| Desportivo Brasil | 1–1 | 2–1 | 1–1 | —   |

### Grupo 16
| Pos | Equipes       | Pts | J | V | E | D | GP | GC | SG  |
| --- | ------------- | --- | - | - | - | - | -- | -- | --- |
| 1º  | Palmeiras     | 15  | 6 | 5 | 0 | 1 | 18 | 4  | +14 |
| 2º  | Primavera     | 8   | 6 | 2 | 2 | 2 | 6  | 8  | -2  |
| 3º  | Novorizontino | 6   | 6 | 2 | 0 | 4 | 6  | 8  | -2  |
| 4º  | Comercial     | 5   | 6 | 1 | 2 | 3 | 8  | 18 | -10 |

|               | PAL | NOV | COM | PRI |
| ------------- | --- | --- | --- | --- |
| Palmeiras     | —   | 1–0 | 5–1 | 2–1 |
| Novorizontino | 1–2 | —   | 0–3 | 3–0 |
| Comercial     | 0–8 | 1–2 | —   | 1–1 |
| Primavera     | 1–0 | 1–0 | 2–2 | —   |

### Grupo 17
| Pos | Equipes         | Pts | J | V | E | D | GP | GC | SG  |
| --- | --------------- | --- | - | - | - | - | -- | -- | --- |
| 1º  | Santos          | 15  | 6 | 5 | 0 | 1 | 15 | 6  | +9  |
| 2º  | Red Bull Brasil | 11  | 6 | 3 | 2 | 1 | 17 | 6  | +11 |
| 3º  | Rio Branco-SP   | 8   | 6 | 2 | 2 | 2 | 12 | 10 | +2  |
| 4º  | Linense         | 0   | 6 | 0 | 0 | 6 | 4  | 26 | -22 |

|                 | SAN | LIN | RBB | RBR |
| --------------- | --- | --- | --- | --- |
| Santos          | —   | 4–0 | 3–2 | 2–0 |
| Linense         | 1–4 | —   | 0–3 | 2–3 |
| Red Bull Brasil | 3–0 | 6–0 | —   | 1–1 |
| Rio Branco-SP   | 0–2 | 6–1 | 2–2 | —   |

## Terceira fase
A terceira fase do torneio foi disputada pelos dezesseis clubes classificados em turno e returno entre os dias 9 de setembro a 14 de outubro.

### Grupo 18
| Pos | Equipes           | Pts | J | V | E | D | GP | GC | SG  |
| --- | ----------------- | --- | - | - | - | - | -- | -- | --- |
| 1º  | São Paulo         | 15  | 6 | 5 | 0 | 1 | 23 | 7  | +16 |
| 2º  | Ponte Preta       | 12  | 6 | 4 | 0 | 2 | 10 | 6  | +4  |
| 3º  | Desportivo Brasil | 7   | 6 | 2 | 1 | 3 | 8  | 10 | -2  |
| 4º  | Mirassol          | 1   | 6 | 0 | 1 | 5 | 4  | 22 | -18 |

|                   | SAO | PPT | MIR | DBR |
| ----------------- | --- | --- | --- | --- |
| São Paulo         | —   | 2–3 | 6–1 | 7–1 |
| Ponte Preta       | 0–1 | —   | 2–1 | 2–1 |
| Mirassol          | 1–5 | 1–4 | —   | 0–0 |
| Desportivo Brasil | 1–2 | 0–1 | 5–0 | —   |

### Grupo 19
| Pos | Equipes     | Pts | J | V | E | D | GP | GC | SG  |
| --- | ----------- | --- | - | - | - | - | -- | -- | --- |
| 1º  | Corinthians | 16  | 6 | 5 | 1 | 0 | 18 | 6  | +12 |
| 2º  | América-SP  | 7   | 6 | 2 | 1 | 3 | 4  | 7  | -3  |
| 3º  | Diadema     | 6   | 6 | 2 | 0 | 4 | 5  | 11 | -6  |
| 4º  | Ferroviária | 5   | 6 | 1 | 2 | 3 | 6  | 9  | -3  |

|             | FER | COR | AME | DIA |
| ----------- | --- | --- | --- | --- |
| Ferroviária | —   | 2–2 | 2–0 | 0–1 |
| Corinthians | 4–2 | —   | 3–1 | 7–1 |
| América-SP  | 0–0 | 0–1 | —   | 1–0 |
| Diadema     | 2–0 | 0–1 | 1–2 | —   |

### Grupo 20
| Pos | Equipes             | Pts | J | V | E | D | GP | GC | SG  |
| --- | ------------------- | --- | - | - | - | - | -- | -- | --- |
| 1º  | Palmeiras           | 13  | 6 | 4 | 1 | 1 | 17 | 7  | +10 |
| 2º  | Red Bull Brasil     | 10  | 6 | 3 | 1 | 2 | 10 | 7  | +3  |
| 3º  | Ituano              | 9   | 6 | 3 | 0 | 3 | 15 | 9  | +6  |
| 4º  | São José dos Campos | 3   | 6 | 1 | 0 | 5 | 5  | 24 | -19 |

|                     | ITU | PAL  | SJO | RBB |
| ------------------- | --- | ---- | --- | --- |
| Ituano              | —   | 3–0  | 7–1 | 4–2 |
| Palmeiras           | 2–0 | —    | 2–1 | 2–2 |
| São José dos Campos | 2–1 | 1–10 | —   | 0–2 |
| Red Bull Brasil     | 2–0 | 0–1  | 2–0 | —   |

### Grupo 21
| Pos | Equipes          | Pts | J | V | E | D | GP | GC | SG |
| --- | ---------------- | --- | - | - | - | - | -- | -- | -- |
| 1º  | Santos           | 10  | 6 | 3 | 1 | 2 | 13 | 6  | +7 |
| 2º  | Inter de Limeira | 10  | 6 | 3 | 1 | 2 | 8  | 7  | +1 |
| 3º  | Primavera        | 10  | 6 | 3 | 1 | 2 | 5  | 9  | -4 |
| 4º  | Mauaense         | 3   | 6 | 0 | 3 | 3 | 0  | 4  | -4 |

|                  | INT | SAN | MAU | PRI |
| ---------------- | --- | --- | --- | --- |
| Inter de Limeira | —   | 3–1 | 0–0 | 1–0 |
| Santos           | 4–1 | —   | 1–0 | 7–1 |
| Grêmio Mauaense  | 0–2 | 0–0 | —   | 0–1 |
| Primavera        | 2–1 | 1–0 | 0–0 | —   |

## Fase final
Em itálico, os times que possuem o mando de campo no primeiro jogo do confronto e em negrito os times classificados.
|  | Quartas de final   | Quartas de final   | Quartas de final   | Quartas de final   |   |                | Semifinais         | Semifinais         | Semifinais         | Semifinais         |  |             | Final               | Final               | Final               | Final               |  |  |
|  | 21 a 29 de outubro | 21 a 29 de outubro | 21 a 29 de outubro | 21 a 29 de outubro |   |                | 4 e 11 de novembro | 4 e 11 de novembro | 4 e 11 de novembro | 4 e 11 de novembro |  |             | 19 e 25 de novembro | 19 e 25 de novembro | 19 e 25 de novembro | 19 e 25 de novembro |  |  |
|  |                    |                    |                    |                    |   |                |                    |                    |                    |                    |  |             |                     |                     |                     |                     |  |  |
|  | Ponte Preta mc     | 0                  | 2                  | 2                  |   |                |                    |                    |                    |                    |  |             |                     |                     |                     |                     |  |  |
|  | América-SP         | 2                  | 0                  | 2                  |   |                |                    |                    |                    |                    |  |             |                     |                     |                     |                     |  |  |
|  | América-SP         | 2                  | 0                  | 2                  |   | Ponte Preta    | 2                  | 0                  | 2                  |                    |  |             |                     |                     |                     |                     |  |  |
|  |                    |                    |                    |                    |   | Ponte Preta    | 2                  | 0                  | 2                  |                    |  |             |                     |                     |                     |                     |  |  |
|  |                    | Corinthians        | 1                  | 0                  | 1 |                |                    |                    |                    |                    |  |             |                     |                     |                     |                     |  |  |
|  | Corinthians (mc)   | Corinthians        | 1                  | 0                  | 1 | 0              | 0                  | 0                  |                    |                    |  |             |                     |                     |                     |                     |  |  |
|  | Corinthians (mc)   |                    |                    |                    |   | 0              | 0                  | 0                  |                    |                    |  |             |                     |                     |                     |                     |  |  |
|  | Red Bull Brasil    | 0                  | 0                  | 0                  |   |                |                    |                    |                    |                    |  |             |                     |                     |                     |                     |  |  |
|  | Red Bull Brasil    | 0                  | 0                  | 0                  |   |                |                    |                    |                    |                    |  | Ponte Preta | 1                   | 3                   | 4                   |                     |  |  |
|  |                    |                    |                    |                    |   |                |                    |                    |                    |                    |  | Ponte Preta | 1                   | 3                   | 4                   |                     |  |  |
|  |                    | Palmeiras          | 2                  | 1                  | 3 |                |                    |                    |                    |                    |  |             |                     |                     |                     |                     |  |  |
|  | Palmeiras          | Palmeiras          | 2                  | 1                  | 3 | 1              | 4                  | 5                  |                    |                    |  |             |                     |                     |                     |                     |  |  |
|  | Palmeiras          |                    |                    |                    |   | 1              | 4                  | 5                  |                    |                    |  |             |                     |                     |                     |                     |  |  |
|  | Inter de Limeira   | 0                  | 0                  | 0                  |   |                |                    |                    |                    |                    |  |             |                     |                     |                     |                     |  |  |
|  | Inter de Limeira   | 0                  | 0                  | 0                  |   | Palmeiras (mc) | 0                  | 1                  | 1                  |                    |  |             |                     |                     |                     |                     |  |  |
|  |                    |                    |                    |                    |   | Palmeiras (mc) | 0                  | 1                  | 1                  |                    |  |             |                     |                     |                     |                     |  |  |
|  |                    | São Paulo          | 1                  | 0                  | 1 |                |                    |                    |                    |                    |  |             |                     |                     |                     |                     |  |  |
|  | São Paulo          | São Paulo          | 1                  | 0                  | 1 | 2              | 1                  | 3                  |                    |                    |  |             |                     |                     |                     |                     |  |  |
|  | São Paulo          |                    |                    |                    |   | 2              | 1                  | 3                  |                    |                    |  |             |                     |                     |                     |                     |  |  |
|  | Santos             | 1                  | 1                  | 2                  |   |                |                    |                    |                    |                    |  |             |                     |                     |                     |                     |  |  |

### Quartas-de-final
Ponte Preta x América
| 21 de outubro | América-SP            | 2 – 0     | Ponte Preta | Estádio Benedito Teixeira, São José do Rio Preto |
| 11:00         | Kevin 40' · Lucas 52' | Relatório |             | Árbitro: Leonardo de Jesus Sampaio               |

| 28 de outubro | Ponte Preta                | 2 – 0     | América-SP | Estádio Wanderley José Vicentini, Pedreira |
| 11:00         | Walisson 15' · Juninho 28' | Relatório |            | Árbitro: André Ferreira da Silva           |

Corinthians x Red Bull Brasil
| 22 de outubro | Red Bull Brasil | 0 – 0     | Corinthians | CT Red Bull Brasil, Jarinu        |
| 10:00         |                 | Relatório |             | Árbitro: Márcio Mattos dos Santos |

| 28 de outubro | Corinthians | 0 – 0     | Red Bull Brasil | Estádio Alfredo Schürig, São Paulo |
| 11:00         |             | Relatório |                 | Árbitro: Jefferson Dutra Giroto    |

Palmeiras x Inter de Limeira
| 22 de outubro | Inter de Limeira | 0 – 1     | Palmeiras               | Estádio Major José Levy Sobrinho, Limeira |
| 11:00         |                  | Relatório | Fabrício Nascimento 37' | Árbitro: Pietro Dimitrof Stefanelli       |

| 28 de outubro | Palmeiras                                              | 4 – 0     | Inter de Limeira | CT Palmeiras II, Guarulhos    |
| 11:00         | Tomas 35', 44' · Patrick de Lucca 42' · Aníbal 80+5+1' | Relatório |                  | Árbitro: Humberto José Junior |

São Paulo x Santos
| 21 de outubro | Santos   | 1 – 2     | São Paulo                        | CT Rei Pelé, Santos             |
| 11:00         | Luiz 75' | Relatório | Ed Carlos 11' (pen) · Antony 39' | Árbitro: Diego Augusto Fagundes |

| 29 de outubro | São Paulo | 1 – 1     | Santos           | CFA Laudo Natel, Cotia           |
| 15:00         | Lucas 11' | Relatório | Vitor Samuel 71' | Árbitro: Willer Fulgêncio Santos |

### Semifinais
Ponte Preta x Corinthians
| 4 de novembro | Corinthians | 1 – 2     | Ponte Preta               | Estádio Alfredo Schürig, São Paulo |
| 11:00         | Eduardo 42' | Relatório | Xavier 10' · Walisson 30' | Árbitro: Renan Carvalho de Faria   |

| 11 de novembro | Ponte Preta | 0 – 0     | Corinthians | Estádio Moisés Lucarelli, Campinas |
| 11:00          |             | Relatório |             | Árbitro: Humberto José Junior      |

Palmeiras x São Paulo
| 4 de novembro | São Paulo         | 1 – 0     | Palmeiras | CFA Laudo Natel, Cotia              |
| 11:00         | Antonio 75' (pen) | Relatório |           | Árbitro: Paulo Santiago de Medeiros |

| 11 de novembro | Palmeiras               | 1 – 0     | São Paulo | Estádio Doutor Novelli Júnior, Itu |
| 16:00          | Fabrício Nascimento 71' | Relatório |           | Árbitro: Lucas Canetto Bellote     |

### Final
Jogo de ida
| 19 de novembro | Palmeiras                           | 2 – 1     | Ponte Preta | Estádio Doutor Novelli Júnior, Itu |
| 19:00          | Aníbal 22' · Guilherme Ferraz 80+7' | Relatório | Xavier 13'  | Árbitro: Rodrigo Santos            |

Jogo de volta
| 25 de novembro | Ponte Preta                  | 3 – 1     | Palmeiras              | Estádio Moisés Lucarelli, Campinas      |
| 11:00          | Walisson 31' (pen), 56', 75' | Relatório | Fabrício Nascimento 3' | Árbitro: Flávio Roberto Mineiro Ribeiro |

## Premiação
| Campeonato Paulista de Futebol Sub-17 de 2017 |
| --------------------------------------------- |
| Ponte Preta Campeã (1.º título)               |